# Lycaena wormsbacheri
Lycaena wormsbacheri är en fjärilsart som beskrevs av Gunder 1927. Lycaena wormsbacheri ingår i släktet Lycaena och familjen juvelvingar. Inga underarter finns listade i Catalogue of Life.